# Kapellen-Drusweiler

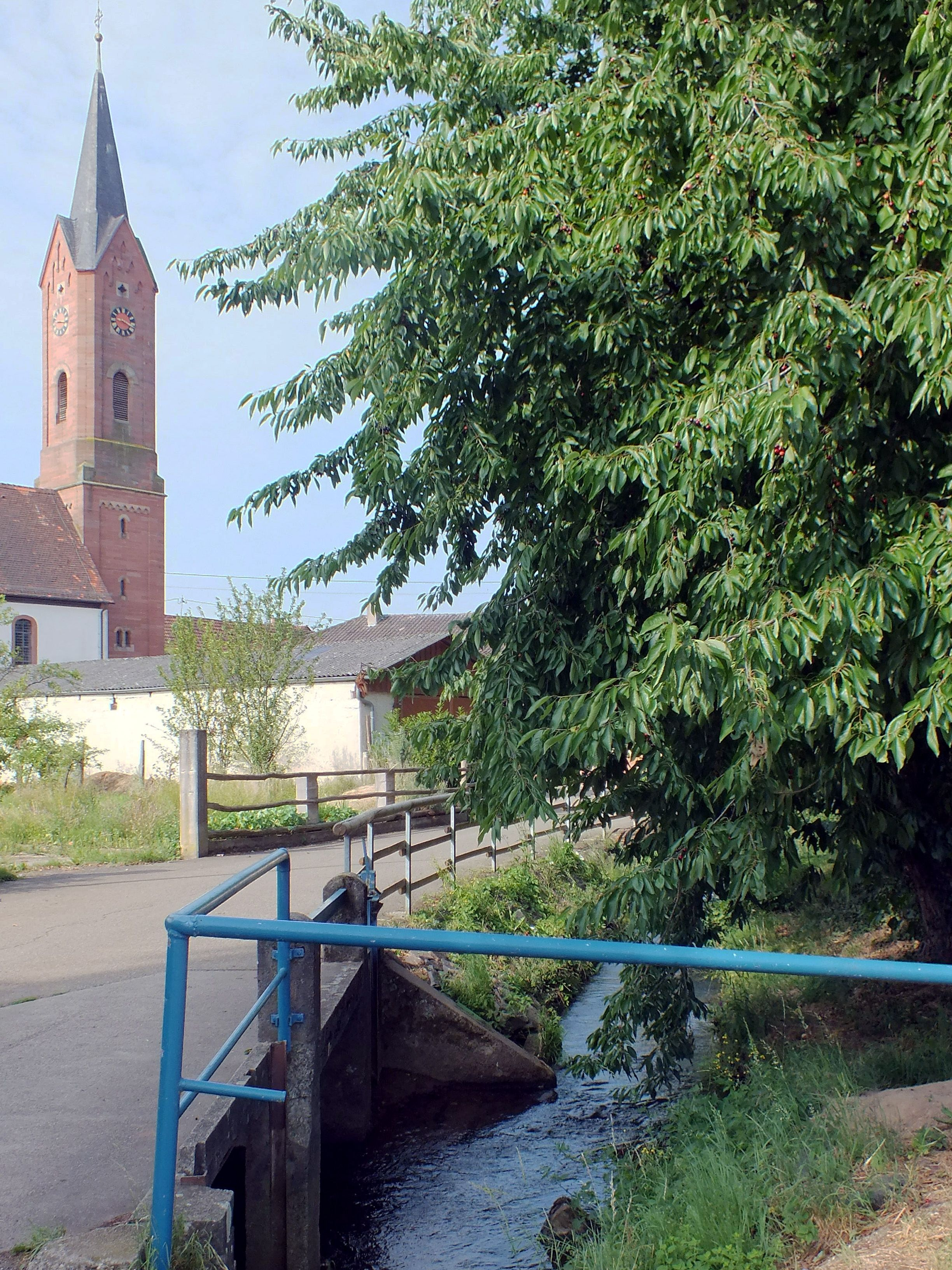
Ortsbild von Kapellen-Drusweiler

Kapellen-Drusweiler ist eine Ortsgemeinde im Landkreis Südliche Weinstraße in Rheinland-Pfalz, die 1410 durch Zusammenlegung der Orte Kapellen und Drusweiler entstand. Sie gehört der Verbandsgemeinde Bad Bergzabern an, innerhalb derer sie gemessen an der Einwohnerzahl die sechstgrößte Ortsgemeinde darstellt.

## Geographie

### Lage
Der Weinort ist ein Straßendorf und liegt zwischen dem Wasgau, wie der Südteil des Pfälzerwaldes auch genannt wird, und dem Rhein. Das Gemeindegebiet gehört zur Haupteinheit Haardtrand, alternativ Region Weinstraße genannt und zur Untereinheit Oberhaardt, die zur Obereinheit Nördliches Oberrheintiefland gehören.
Zu Kapellen-Drusweiler gehören neben den beiden Ortsteilen zusätzlich die Wohnplätze Deutschhof, Eichenhöfe und Kaplaneihof. Nachbargemeinden sind – im Uhrzeigersinn – Niederhorbach, Oberhausen, Dierbach, Oberotterbach, Dörrenbach, Bad Bergzabern und Pleisweiler-Oberhofen.

### Gewässer
Der Erlenbach fließt durch das Siedlungsgebiet und stellt die räumliche Trennung zwischen den Ortsteilen Drusweiler im Norden und Kapellen im Süden dar, die baulich inzwischen zusammengewachsen sind. Der Dierbach fließt in-West-Ost-Richtung durch den Süden der Gemeindegemarkung; beim Deutschhof nimmt er von links den Dörrenbach auf.

## Geschichte
Drusweiler wurde im Jahr 1179 erstmals urkundlich erwähnt. Um 1200 errichtete das Kloster Klingenmünster gegenüber der Kirche von Drusweiler eine Kapelle. Um sie herum entwickelte sich die eigenständige Siedlung Kapellen. Der Herzog von Pfalz-Zweibrücken vereinigte 1410 die beiden Gemeinden.
Von 1798 bis 1814, als die Pfalz Teil der Französischen Republik (bis 1804) und anschließend Teil des Napoleonischen Kaiserreichs war, war die Gemeinde in den Kanton Bergzabern eingegliedert. 1815 wurde sie Österreich zugeschlagen. Bereits ein Jahr später wechselte der Ort in das Königreich Bayern. Von 1818 bis 1862 war „Kapellen und Drußweiler“ Bestandteil des Landkommissariat Bergzabern, das anschließend in ein Bezirksamt umgewandelt wurde.
1939 wurde Kapellen-Drusweiler in den Landkreis Bergzabern eingegliedert. Nach dem Zweiten Weltkrieg wurde die Gemeinde innerhalb der französischen Besatzungszone Teil des damals neu gebildeten Landes Rheinland-Pfalz. Im Zuge der ersten rheinland-pfälzischen Verwaltungsreform wechselte der Ort am 7. Juni 1969 in den neu geschaffenen Landkreis Landau-Bad Bergzabern, der 1978 in Landkreis Südliche Weinstraße umbenannt wurde. 1972 wurde Kapellen-Drusweiler der ebenfalls neu gebildeten Verbandsgemeinde Bad Bergzabern zugeordnet.

## Religion
Die Katholiken gehören zum Bistum Speyer und unterstehen dort dem Dekanat Landau, die Evangelischen zur Protestantischen Landeskirche Pfalz und unterstehen dem Kirchenbezirk Bad Bergzabern Ende des Jahres 2013 waren 50,1 Prozent der Einwohner evangelisch und 25,5 Prozent katholisch. Die übrigen gehörten einer anderen Religion an oder waren konfessionslos.
Auf dem Deutschhof gibt es seit der Mitte des 19. Jahrhunderts eine Mennonitengemeinde, seit 1842 einen Kirchenbau.
Im Jahr 2021 zählte die Gemeinde 64 Mitglieder; in dieser Zahl sind Kinder nicht enthalten, da Mennoniten ausschließlich Menschen taufen, nachdem sie im mündigen Alter ein eigenes Glaubensbekenntnis abgelegt haben. Die Gemeinde gehört dem Verband deutscher Mennonitengemeinden und über diesen der Arbeitsgemeinschaft Mennonitischer Gemeinden in Deutschland an.

## Politik

### Gemeinderat
Der Gemeinderat in Kapellen-Drusweiler besteht aus 16 Ratsmitgliedern, die bei der Kommunalwahl am 9. Juni 2024 in einer personalisierten Verhältniswahl gewählt wurden, und dem ehrenamtlichen Ortsbürgermeister als Vorsitzendem. Bei der Wahl 2024 erhöhte sich die Anzahl der Ratsmitglieder aufgrund der Vorgaben des rheinland-pfälzischen Kommunalwahlrechts, da die Einwohnerzahl des Ortes angestiegen war.
Die Sitzverteilung im Gemeinderat:
| Wahl | SPD | CDU | FDP | FWG | WGK | Gesamt   |
| ---- | --- | --- | --- | --- | --- | -------- |
| 2024 | –   | –   | –   | 6   | 10  | 16 Sitze |
| 2019 | 2   | –   | –   | 3   | 7   | 12 Sitze |
| 2014 | 3   | 5   | 1   | 3   | –   | 12 Sitze |
| 2009 | 3   | 4   | 2   | 3   | –   | 12 Sitze |
| 2004 | 3   | 4   | 2   | 3   | –   | 12 Sitze |

- WGK = Wählergruppe Kropfinger

### Bürgermeister
Gerd Kropfinger wurde am 27. Juni 2019 Ortsbürgermeister von Kapellen-Drusweiler. Bei der Direktwahl am 26. Mai 2019 war er mit 78,37 % der Stimmen für fünf Jahre gewählt worden. Bei der Direktwahl am 9. Juni 2024 wurde er als einziger Bewerber mit 84,1 % wiedergewählt.
Sein Vorgänger Karl Hoffmann (CDU) hatte das Amt zehn Jahre ausgeübt. Zuvor hatte Friedrich Job von der FDP das Amt inne.

### Wappen
| Wappen von Kapellen-Drusweiler | Blasonierung: „Von Schwarz und Gold gespalten, rechts eine goldene Pflugschar, links ein schwarzes Sesel.“                    |
| Wappen von Kapellen-Drusweiler | Wappenbegründung: Es wurde 1981 von der Bezirksregierung Neustadt genehmigt und geht zurück auf ein Siegel aus dem Jahr 1744. |

## Kulturdenkmäler

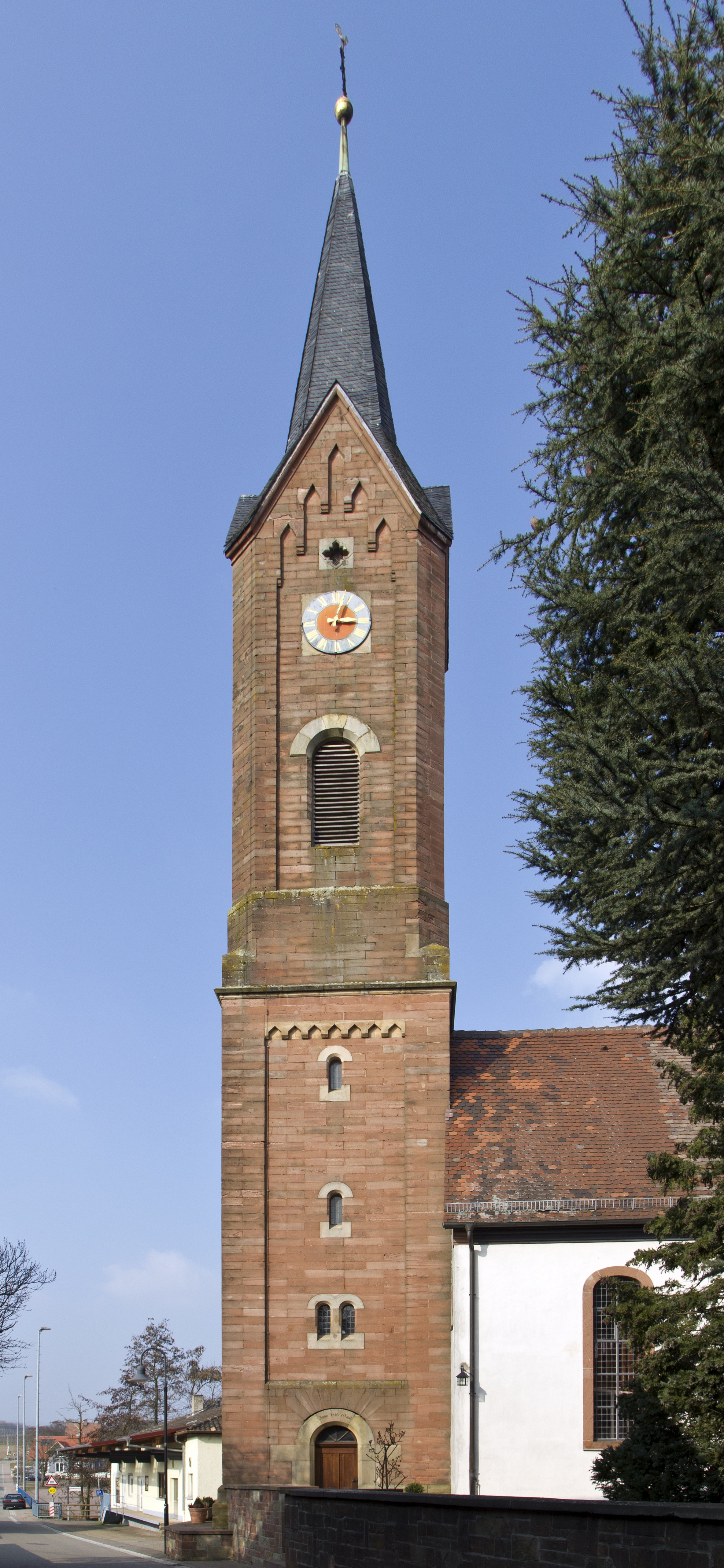
Denkmalgeschützte evangelische Kirche

Der Friedhof ist als Denkmalzone ausgewiesen. Hinzu kommen insgesamt fünf Einzelobjekte, die unter Denkmalschutz stehen.

### Vereine
Vor Ort existiert die LG Kapellen-Drusweiler, die Leichtathletik anbietet.

## Wirtschaft und Infrastruktur

### Wirtschaft
Kapellen-Drusweiler ist ein Winzerort und als solcher Teil des Weinanbaugebiets Pfalz. Vor Ort befindet sich die Einzellage Rosengarten (181,86 ha). Die Lage gehört zur Großlage Kloster Liebfrauenberg. Vor Ort wird Hopfen angebaut; die Gemeinde ist Standort einer sogenannten Siegelhalle.

### Verkehr
Kapellen-Drusweiler verfügt über einen Halt an der 1870 eröffneten Bahnstrecke Winden–Bad Bergzabern. Zeitweise trug die Bahnstation den Namen Kapellen-Niederhorbach. Der Personenverkehr wurde 1981 zunächst eingestellt. Im Zuge des Rückbaus der Strecke im Jahr 1983 verlor sie ihr Abstellgleis. Das frühere Empfangsgebäude ist für seinesgleichen untypisch. Stilistisch lehnt es sich an Bauten der 1920er Jahre an. 1995 wurde die Strecke für die Personenbeförderung reaktiviert.
Die Bundesstraße 427 führt in Ost-West-Richtung entlang des südlichen Siedlungsrandes. Die in Nord-Süd-Richtung verlaufende Bundesstraße 38, die nach Kreuzung mit ersterer zur Bundesstraße 48 wird, verläuft durch den äußersten Westen der Gemarkung. Zudem existiert innerhalb des Gemeindegebiets die Kreisstraße 16, die die Kerngemeinde mit Niederhorbach und dem Deutschhof verbindet. Die Kreisstraße 23 führt durch den Deutschhof und den Kaplaneihof; sie stellt eine Verbindung nach Dörrenbach sowie Dierbach her. Zudem führt die Buslinie 547 von Bad Bergzabern nach Kandel durch den Ort.

### Tourismus
Durch den Süden des Gemeindegebiets abseits der Bebauung führt der von Bad Bergzabern nach Wörth verlaufende Petronella-Rhein-Radweg.

## Persönlichkeiten

### Söhne und Töchter der Gemeinde
- Friedrich Christian Exter (1746–1817), Altphilologe, Gründer der Societas Bipontina
- Hans-Christian Hege (* 1954), Informatiker und Physiker

### Personen, die vor Ort wirkten
- Friedrich Exter (1714–1787), Lehrer und Numismatiker, war in Drusweiler zeitweise Pfarrer
- Dieter Luther (* 1953), Koch, lebt vor Ort
- Herbert Cuntz, erreichte für die LG Kapellen-Drusweiler 1993 bei den Deutschen Leichtathletik-Meisterschaften beim 100-Kilometer-Straßenlauf den sechsten Platz
- Werner Schuhmacher, erreichte für die LG Kapellen-Drusweiler 1997 bei den Deutschen Leichtathletik-Meisterschaften als Teil der Mannschaftswertung des 100-Kilometer-Straßenlaufs den fünften Platz
- Bernd Theilmann, erreichte für die LG Kapellen-Drusweiler 1997 bei den Deutschen Leichtathletik-Meisterschaften als Teil der Mannschaftswertung des 100-Kilometer-Straßenlaufs den fünften Platz